# Linia kolejowa nr 78
Linia kolejowa nr 78 Sandomierz – Grębów – zelektryfikowana jednotorowa linia kolejowa o długości 9,397 km. Linię zelektryfikowano 31 maja 1989 roku.